# سيرغي روديونوف
سيرغي روديونوف (بالروسية: Сергей Юрьевич Родионов)‏ مواليد 3 سبتمبر 1962 في موسكو، هو لاعب كرة قدم روسي يلعب مع سبارتاك موسكو كمهاجم. مثّل منتخب روسيا لكرة القدم. سبق له أن لعب في كأس العالم لكرة القدم مع منتخب بلاده.

## المسيرة الاحترافية

### أندية لعب لها
- سبارتاك موسكو
- نادي النجم الأحمر سانت أوين

## روابط خارجية
- سيرغي روديونوف على موقع الاتحاد الدولي (مؤرشف)  (الإنجليزية)
- سيرغي روديونوف على موقع الاتحاد الأوربي (الإنجليزية)
- سيرغي روديونوف على موقع قاعدة بيانات كرة القدم.إي يو (الإنجليزية)
- سيرغي روديونوف على موقع ناشيونال فوتبول تيمز (الإنجليزية)
- سيرغي روديونوف على موقع عالم كرة القدم.نت (الإنجليزية)